# Engyprosopon sechellensis
 Engyprosopon sechellensis és un peix teleosti de la família dels bòtids i de l'ordre dels pleuronectiformes.

## Morfologia
Pot arribar als 7,6 cm de llargària total.

## Distribució geogràfica
Es troba a les costes de les illes Seychelles.